# Ersa

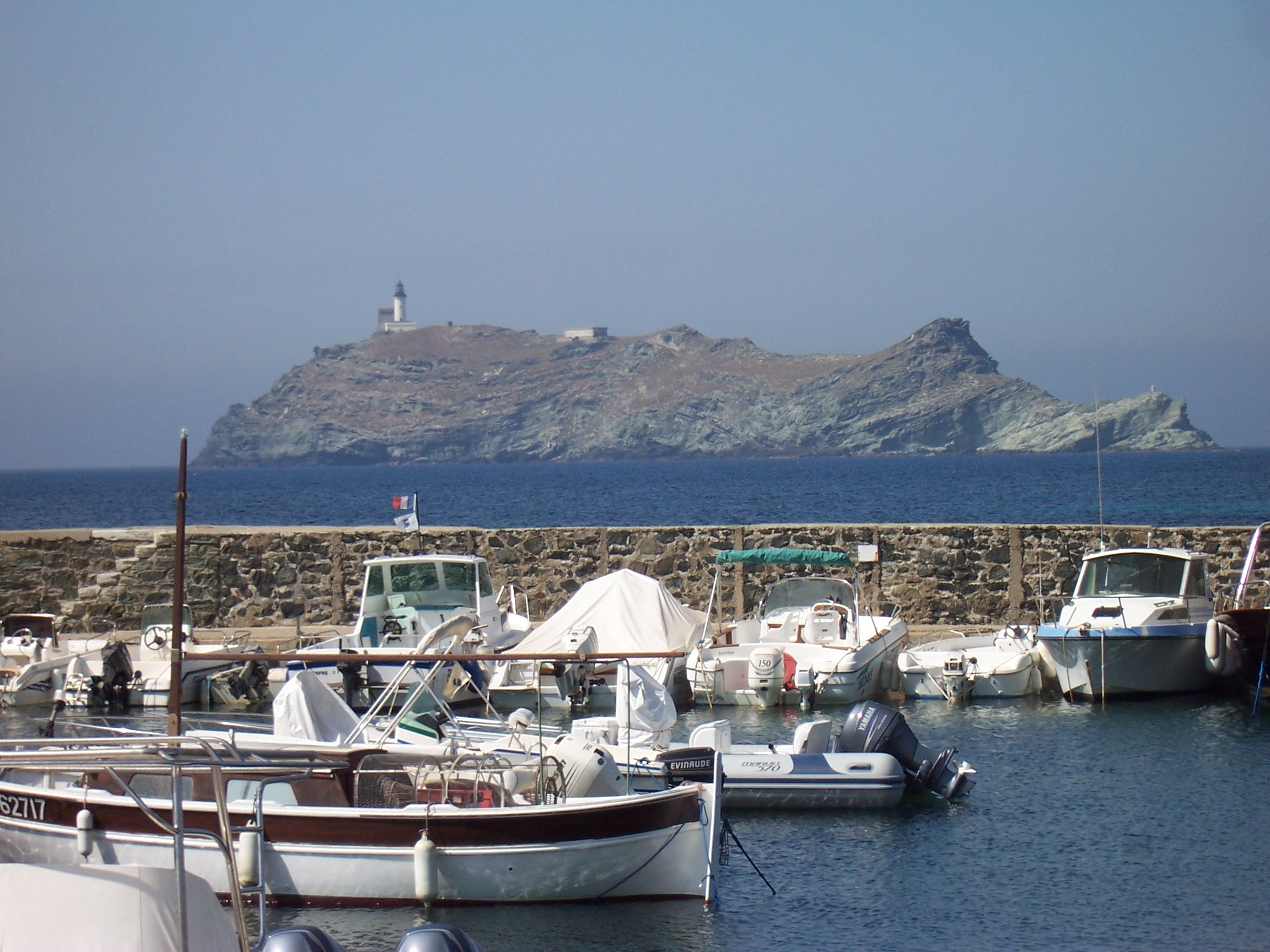

Ersa este o mică localitate din Franța, în regiunea Corsica departamentul Haute-Corse Corsica de sus. Este localitatea cea mai septentrională din insulă.
Populația la recensământul din 1999 era de 135 locuitori.